# Snoerwormen
De snoerwormen (Nemertea of Nemertina) vormen een stam van dieren. Ze worden ingedeeld bij de Oermondigen (Protostomata) en zijn genoemd naar Nemertes, een zeenymf en dochter van Nereus en Doris.

## Kenmerken
Het zijn zachte, gladde, slijmerige dieren, gewoonlijk met een langwerpig, cilindrische of afgeplatte vorm, die zich sterk kunnen samentrekken en bij verstoring in fragmenten breken.  Dit maakt het verzamelen van intacte snoerwormen een moeilijke opdracht. De verschillende fragmenten kunnen opnieuw uitgroeien tot volwaardige snoerwormen, dankzij hun regeneratievermogen. 
De huid is geheel met trilharen bezet.  De kop is niet altijd duidelijk te onderscheiden, maar gewoonlijk voorzien van oogvlekken en laterale zintuigen (kopgleuven).

## Kleur
De kleuren kunnen zeer opvallend en fraai zijn: geel, rood of bruin, met lichtere lengte- en dwarsstreping. Gewoonlijk zijn de kleuren in overeenstemming met de omgeving. 

## Lengte
De meeste soorten variëren in lichaamslengte van 20 tot 60 cm. Lineus longissimus (Gunnerus) is de langste soort (gewoonlijk tot 10 m, meldingen van 30 m).

## Voeding
Snoerwormen zijn rovers. Ze jagen vaak op prooien van hun eigen omvang en vangen deze met behulp van de slurf. De slurf is een typisch orgaan van de snoerwormen; deze ligt aan de rugzijde over de gehele lengte van het dier, apart van de darmwand. De als een vinger van een handschoen uitstulpbare slurf bevat soms een gifstekel, waardoor gif in de wond van de prooi gebracht wordt; de prooi kan dan door de slurf omslingerd worden, waardoor de prooi vastgehouden (gewurgd) wordt; daarna wordt hij geheel verzwolgen.  Het darmkanaal loopt min of meer recht door het lichaam tot aan de anus.

## Habitat
Snoerwormen leven over het algemeen in zee. Enkele soorten leven in het zoete water of op het land (in de tropen).  De meeste snoerwormen leven op de bodem.  Vele kunnen ook goed zwemmen.

## Voortplanting
De geslachten zijn gescheiden en kunnen verschillen van kleur.  De bevruchte eicel ontwikkelt zich tot een larve (pilidium-larve), die 2–4 weken tot het plankton behoort en dan metamorfoseert.

## Taxonomie en soorten
Dit phylum kent ruim 1400 soorten, onderverdeeld in 2 klassen:
- verouderd:
- Anopla
- Enopla
- Thans volgens WoRMS:
- Hoplonemertea
- Palaeonemertea
- Pilidiophora

## Soorten in België
In België komen de volgende soorten voor:
- Lineus ruber (Müller, 1774) - Rode snoerworm
- Baseodiscus delineatus (Delle Chiaje, 1825)
- Cerebratulus marginatus Renier, 1804
- Emplectonema gracile (Johnston, 1837)
- Lineus bilineatus (Renier, 1804)
- Lineus gesserensis (O.F. Müller, 1774)
- Oerstedia dorsalis (Abildgaard, 1806)
- Oxypolia beaumontiana Punnett, 1901
- Poliopsis lacazei Joubin, 1890
- Tubulanus annulatus (Montagu, 1804)
- Tubulanus polymorphus Renier, 1804

## Soorten in Nederland
In Nederland zijn momenteel 26 soorten bekend, waarvan er 22 als inheems worden beschouwd. Voor een soortenlijst zie soortenregister. Tot de uitheemse soorten rekent men de exoot Cephalothrix simula die in 2012 in de Oosterschelde werd ontdekt. Deze worm bevat het zeer giftige neurotoxine tetrodotoxine. Deze soort lijkt veel op een andere soort gevonden voor de Nederlandse kust, Cephalotrix rufifrons.